# Halta (roman)
Halta (titlul original Way Station) este un roman science-fiction scris de Clifford D. Simak. Romanul a fost publicat pentru prima oară în două părți, în numerele din iunie și august 1963 ale revistei Galaxy, sub titlul Here Gather the Stars. În 1964 a câștigat Premiul Hugo pentru cel mai bun roman. În românește a apărut la editura Pygmalion în 1995, în traducerea lui Mihai Samoilă.

## Povestea
Enoch Wallace, un veteran al războiului civil american, este ales de către un extraterestru pe nume Ulysses pentru a avea grijă de o haltă a drumului interplanetar. Wallace este singura ființă omenească ce știe de existența extratereștrilor, până aproape un secol mai târziu, când guvernul american își dă seama că, în ciuda vârstei sale înaintate, este încă în viață. Unele grupări ale federației galactice doresc sistarea lucrărilor din sectorul în care se află Pământul, pentru a concentra resursele în altă parte, iar furtul unui cadavru extraterestru de către guvernul american motivează și mai mult această decizie. În același timp, pierderea unui instrument de comunicare cu spiritul universului pune în primejdie întreaga civilizație galactică.

Coperta ediției în limba engleză (1964 Macfadden)

Romanul conține o serie de conflicte ce par rupte de acțiunea principală și care rămân nerezolvate până la sfârșit:
- guvernul este foarte interesat de Enoch Wallace și îl spionează de multă vreme
- vecinul cel mai apropiat este un individ necioplit al cărei fiică surdo-mută este capabilă să vindece păsări și fluturi
- folosind matematica extraterestră, Wallace prevede declanșarea unui holocaust atomic
- Wallace are o armă pe care nu o folosește decât în elaborate simulări de vânătoare
- i se dă posibilitatea să aleagă între a lăsa omenirea să se auto-distrugă sau a solicita din partea extratereștrilor un "tratament" de regresie a civilizației pe durata mai multor generații

Romanul analizează problema războiului rece și tendințele primitive ale umanității care împing spre violență.

## Premii și nominalizări
- 1964 - premiul Hugo pentru cel mai bun roman.[1]
- 1966 - locul 27 în topul Astounding/Analog al tuturor timpurilor[2]
- 1987 - locul 25 (la egalitate cu Rendezvous cu Rama de Arthur C. Clarke) în topul Locus al tuturor timpurilor[3]
- 1998 - locul 31 în topul Locus al tuturor timpurilor[4]

În 2004, casa de filme Revelstone Entertainment a obținut drepturile de adaptare cinematografică a romanului.